# 吉川元偉
吉川元偉（1951年3月13日—），日本外交官，前日本常駐聯合國代表。
出生於奈良縣御所市，早年就讀國際基督教大學教養學部，並且曾經留學巴利亚多利德大学學習西班牙語，1974年加入外務省。其後曾經擔任外務省中東及非洲局局長、常駐OECD大使和日本駐西班牙大使，2013年起接任西田恒夫擔任日本常駐聯合國代表。

## 荣誉

### 外国勋章奖章
- 天主教伊莎贝尔女王大十字勋章（西班牙语：Orden de Isabel la Católica）（西班牙，2009年5月14日批准[1]）